# Kopułeczek łąkowy
Kopułeczek łąkowy (Camarophyllopsis schulzeri (Bres) Herink) – gatunek grzybów z rodziny goździeńcowatych (Clavariaceae).

## Systematyka i nazewnictwo
Pozycja w klasyfikacji według Index Fungorum: Clavulinopsis, Clavariaceae, Agaricales, Agaricomycetidae, Agaricomycetes, Agaricomycotina, Basidiomycota, Fungi.
Po raz pierwszy opisał go w 1884 r. Giacomo Bresàdola, nadając mu nazwę Hygrophorus schulzeri. Nazwą gatunkową uczcił mykologa Stephana Schulzera von Müggenburga. Obecną, uznaną przez Index Fungorum nazwę, nadał mu w 1958 r. Josef Herink, przenosząc go do rodzaju Camarophyllopsis. Pozostałe synonimy:
- Aeruginospora schulzeri (Bres.) M.M. Moser 1967
- Camarophyllus schulzeri (Bres.) Ricken 1920
- Hygrocybe schulzeri (Bres.) Joss. 1937
- Hygrophorus schulzeri Bres. 1884
- Hygrotrama schulzeri (Bres.) Singer 1973
- Lyophyllum schulzeri (Bres.) Singer 1943

Nazwę polską nadała Barbara Gumińska w 1997 r.

## Morfologia
Kapelusz
O średnicy 1,5–4 cm, często nieregularny. Powierzchnia czerwonoochrowobeżowa z cynamonowym odcieniem.
Blaszki
Przyrośnięte do lekko zbiegających, białawe do szarawych.
Trzon
Wysokość 2,5–4 cm, grubość 0,4 cm, cylindryczny, centralny, tej samej barwy co kapelusz, gładki, pod blaszkami oprószony.
Cechy mikroskopowe
Zarodniki 4,5–6,5(–8) µm, w przybliżeniu elipsoidalne, nieamyloidalne. Podstawki z dwoma lub czterema sterygmami bez sprzążek u nasady. Brak cystyd. Skórka kapelusza typu subtrichoderma ze strzępkami o maczugowatych wierzchołkach.

## Występowanie i siedlisko
Występuje na wszystkich kontynentach poza Antarktydą. W Polsce do 2003 r. jedyne stanowisko podała B. Gumińska w 1997 r. w Pieninach, ale w późniejszych latach podano następne. Przytacza je internetowy atlas grzybów. Gatunek ten znajduje się w nim na liście zagrożonych i wartych objęcia ochroną.
Naziemny grzyb saprotroficzny. Występuje na łąkach i trawiastych miejscach w lasach, zwłaszcza pod olszami na wapiennych glebach.